# Albrecht Friedrich von Lenthe

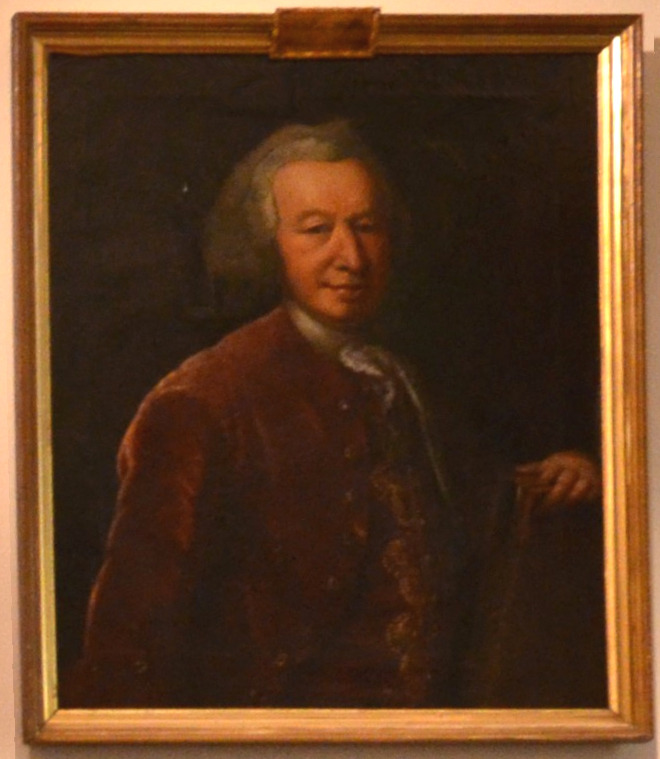
Brustbild des Oberappellationsgerichtspräsidenten als Ölgemälde im „Haupttreppenhaus“ des Gerichtsgebäudes in Celle

Albrecht Friedrich von Lenthe oder Friedrich Albrecht von Lenthe (geboren 29. Dezember 1707 in Lenthe; gestorben 6. Oktober 1779 in Hannover) war ein deutscher Jurist, Präsident des Oberappellationsgerichts Celle und Kurfürstlich Braunschweig-Lüneburgischer Minister sowie Kammerpräsident und Kurator der Georg-August-Universität Göttingen.

## Leben
Albrecht Friedrich von Lenthe war ein Abkömmling des niedersächsischen Uradelsgeschlechtes von Lenthe, Sohn des Juristen und Oberappellationsgerichtsrates Albrecht Werner von Lenthe (1681–1727) und dessen 1704 in Schwöbber geehelichten Frau Dorothea Sophie von Münchhausen (1689–1768). Der kurhannoversche Staatsminister Otto Christian von Lenthe war sein Bruder.
1726 war er als Student der Rechtswissenschaften an der Universität Halle immatrikuliert.
Ab 1734 wirkte er als Rat der adligen Bank beim Appellationsgericht zu Celle.
1735 heiratete er Ilse Sophie von Behr (circa 1714–1759). Aus der Ehe ging der spätere kurhannoversche Offizier Eberhard Adolph Friedrich von Lenthe (1739–1787) hervor.
Ab 1764 oder ab 1765 stand von Lenthe dem Celler Oberappellationsgericht als Präsident vor, bis er zum 1. März 1769 als kurhannoverscher Minister und Kammerpräsident, als „Vorsitzender des Ministeriums“, nach Hannover wechselte.
Im selben Jahr erhielt er von seinem Landesherrn – dem aufgrund der Personalunion zwischen Großbritannien und Hannover in London residierenden britischen König Georg III. – den Auftrag, für dessen minderjährigen Sohn Prinz Friedrich August, Herzog von York and Albany die vormundschaftliche Regierung über das Hochstift Osnabrück auszuüben. Hierfür wurde von Lenthe der Titel als Geheimer Rat beziehungsweise Wirklicher Geheimer Rat verliehen.
Parallel zu seiner vormundschaftlichen Regentschaft wurde von Lenthe im Jahr 1768 Mitglied der Kriegskanzlei in Hannover. 1771 wurde er Großvogt zu Celle. Er übernahm im Folgejahr 1772 in der Nachfolge von Burchard Christian von Behr die Aufgaben des Kammerpräsidenten und Kurators der Georg-August-Universität Göttingen. In diesen Funktionen stand von Lenthe, der in Göttingen mehrere Stellen der medizinischen Fakultät zu besetzen hatte, unter anderem von 1768 bis 1773 in Korrespondenz mit dem Schweizer Mediziner und Universalgelehrten Albrecht von Haller.
Albrecht Friedrich von Lenthe starb 1779 im Alter von 71 Jahren in Hannover.

## Archivalien
Archivalien von und über Albrecht Friedrich von Lenthe finden sich beispielsweise
- im Niedersächsischen Landesarchiv (Abteilung Hannover) als Findbuch zum Thema „Vorschlag zu einer Lotterie in Hannover, Kreditwesen der Celenbergischen- und Grubenhagenschen Landschaft“,[5] Obertitel NLA HA > Hann. 91 > Albrecht Friedrich von Lenthe (1707–1779)[8]